# آل قيسة
ال قيسة إحدى قرى مركز عبس التابع لمحافظة المجاردة، وتمر منها عقبة تلاع التي تربط بين النماص وعبس حيث هي أول قرية تواجه النازل من العقبة.

## أحياء القرية
1. الخطوة: وهي الجزءالقديم من القرية ومعظم البيوت فيها مبنية من الحجر وبها حصن كبير مكون من ثلاثة أدوار ومبني من الحجر بطريقة عجيبة حيث لا يزال في حالة جيدة رغم تقادم الزمان ويعتبر من أكبر المعالم السياحية والأثرية في عبس.
2. الظهر: وهو أحد الأجزاء الحديثة التي بنيت حديثا ونظمت بشكل جيد وبه أكثر من ثلاثمائة وحدة سكنية وأربعة مساجد.
3. ال رشيد: وهي عبارة عن قرية قديمة تابعة لقرية ال قيسة وأصبحت جزء منها.
4. العين: وهي قرية ال غبيش عبارة عن قرية قديمة تابعة لقرية ال قيسة وأصبحت جزء منها.
5. منعا: وهي الجزء الجنوبي للقرية.
6. الحدبات: وهي الجزء الغربي للقرية.
7. بدوة: وهي الجزء الجنوبي الشرقي لقرية ال قيسة.